# Американський рисак
Американська стандартбредна порода — легкоупряжна порода, виведена в США на початку XIX століття цілеспрямовано для перегонів риссю та інохіддю на іподромах і є найжвавішою з усіх рисистих порід.

## Характеристики породи

### Проміри
У зв'язку з тим, що при виведенні цієї породи коннозаводчиками на зріст та екстер'єрні дані не звертали увагу, стандартбреди не мають єдиного чіткого екстер'єру і обмежень за зростом. Коні цієї породи мають зріст від 142 до 163 см, іноді й вище. За екстер'єром стандартбред найчастіше нагадує чистокровного верхового коня з трохи подовженою спиною та коротшими ногами.

### Масть
Масті — насамперед гніда, руда, рідше ворона та сіра. Сірих коней зазвичай намагаються не допускати до розведення. Незважаючи на невелику кількість коней з білими відмітинами в породі, трапляються випадки і білої масті. Відомим представником стандартбредної рисистої породи білої масті є жеребець Вайт Бліс (White Bliss).

Коні стандартбредної породи різних мастей
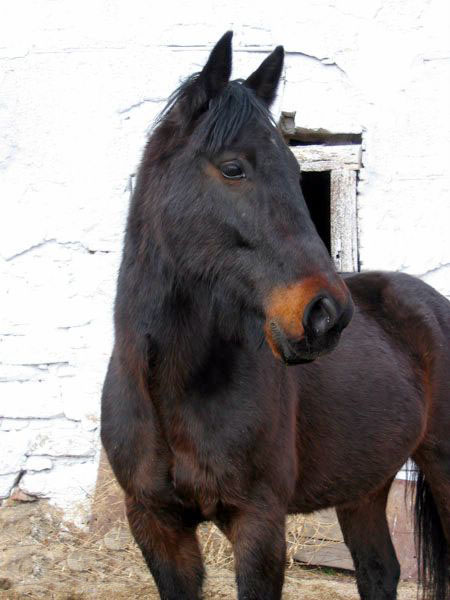
Жеребець Кевін Торнадо гнідої масті
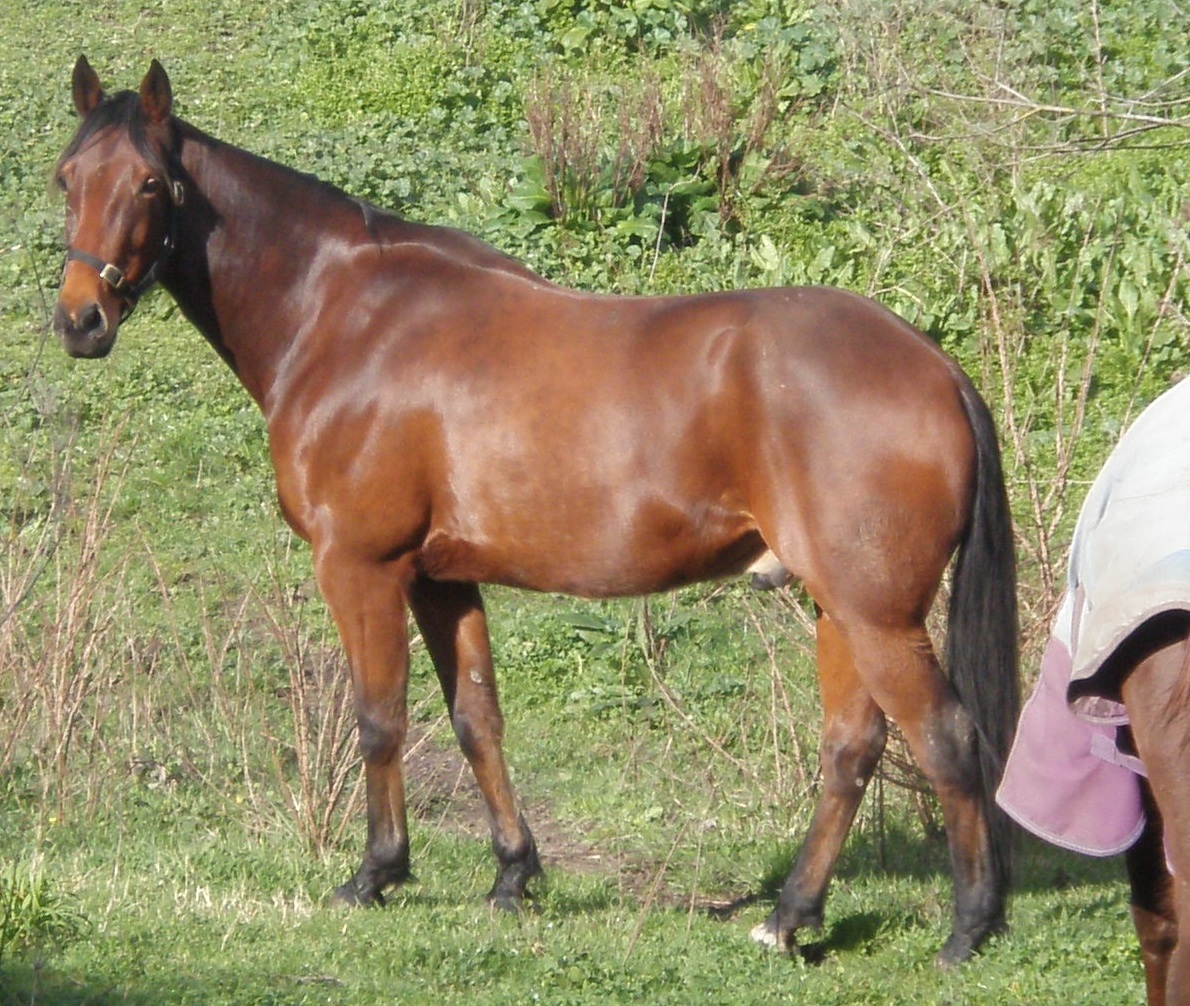
Жеребець Хантер гнідої масті
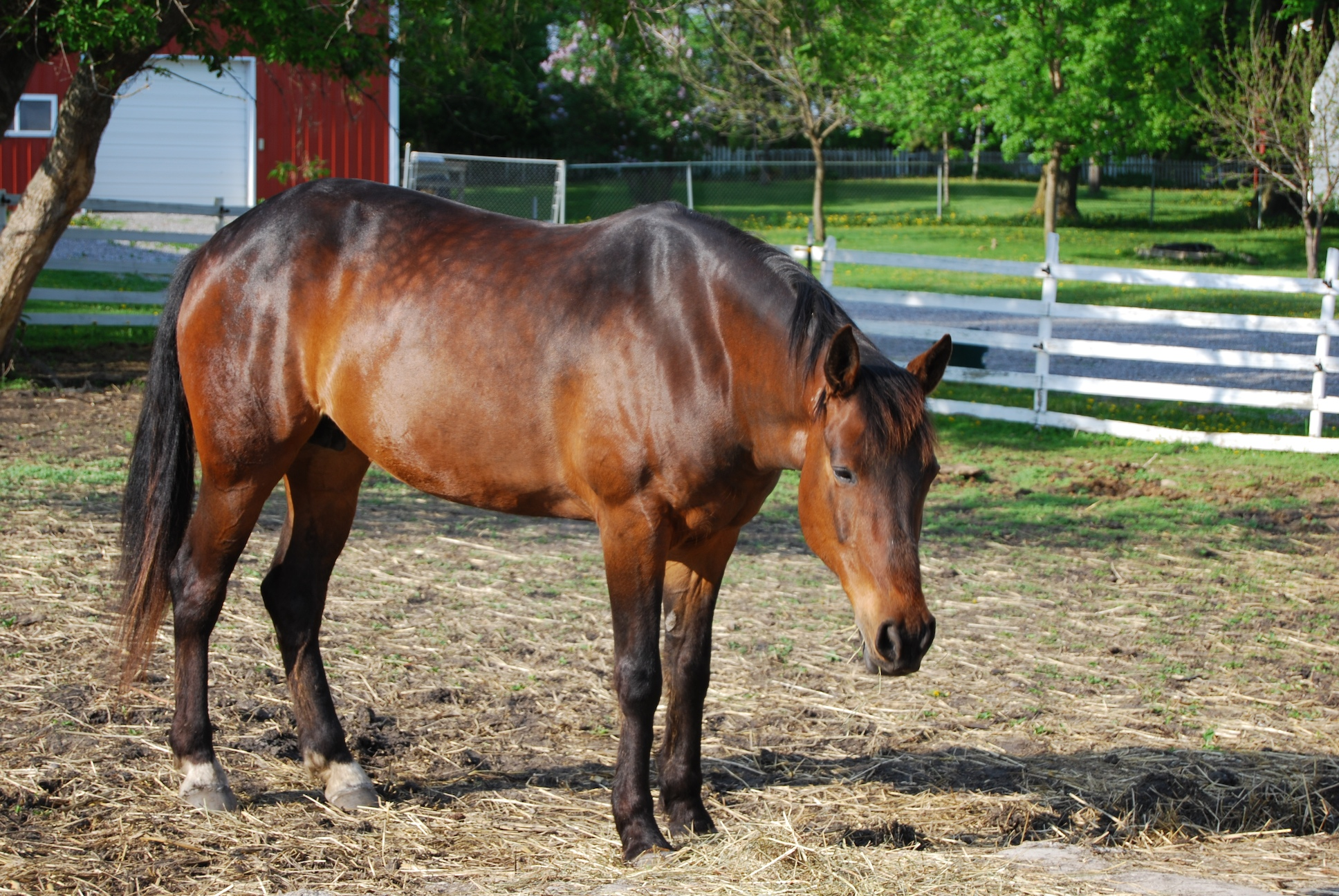
Кобила Сіу гнідої масті
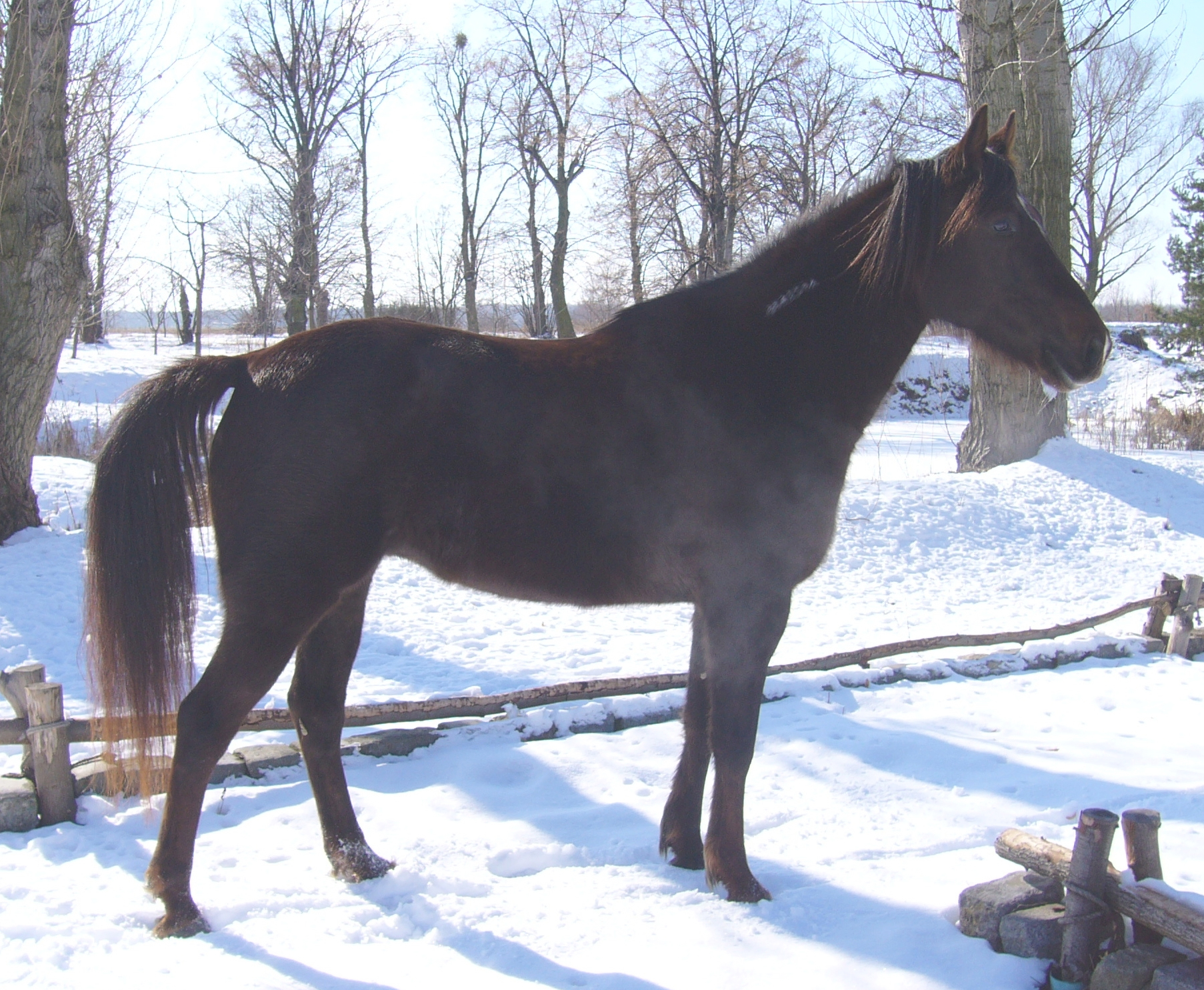
Кобила Фортуна рудої масті
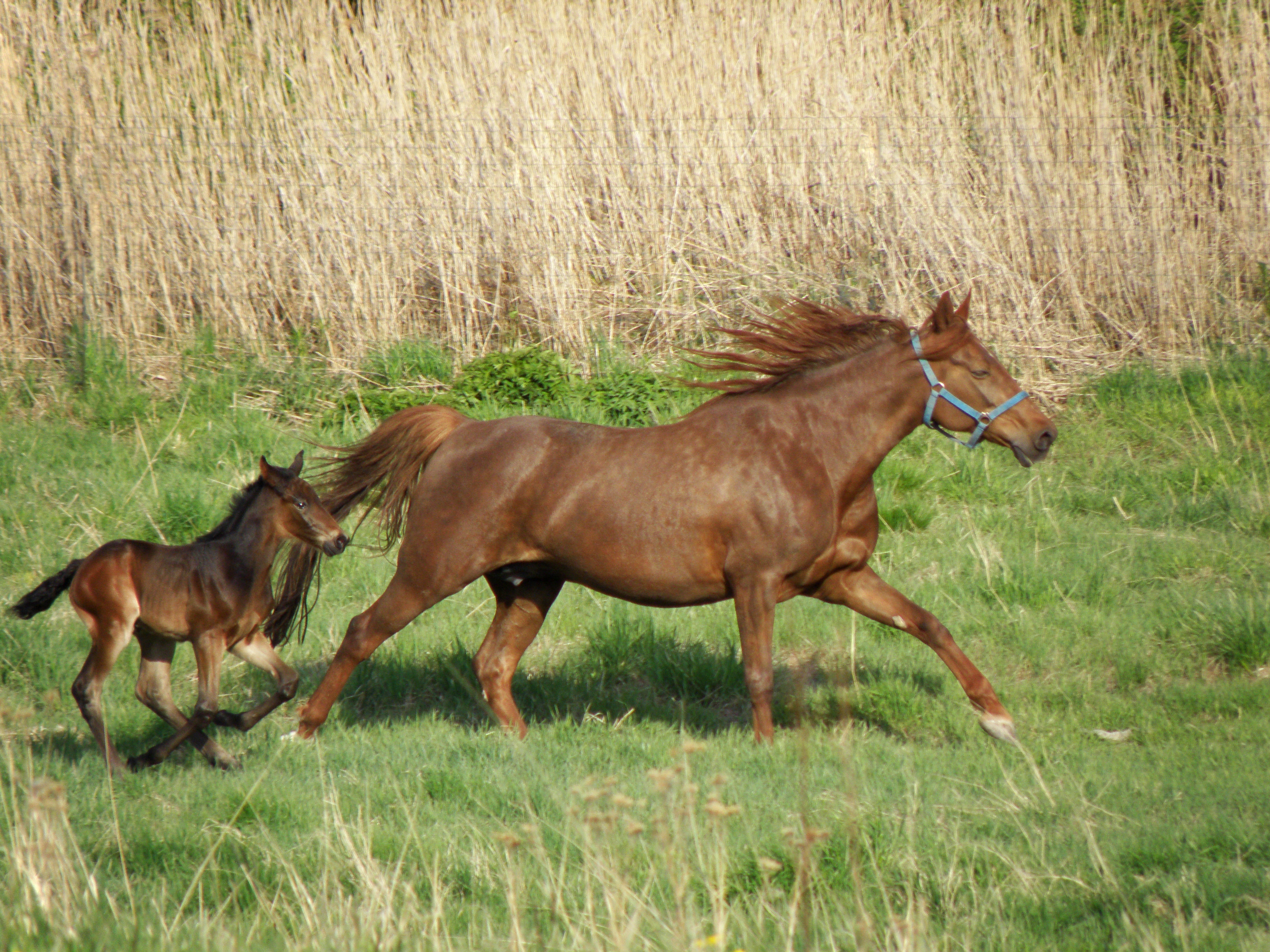
Кобила Бест Лукін рудої масті
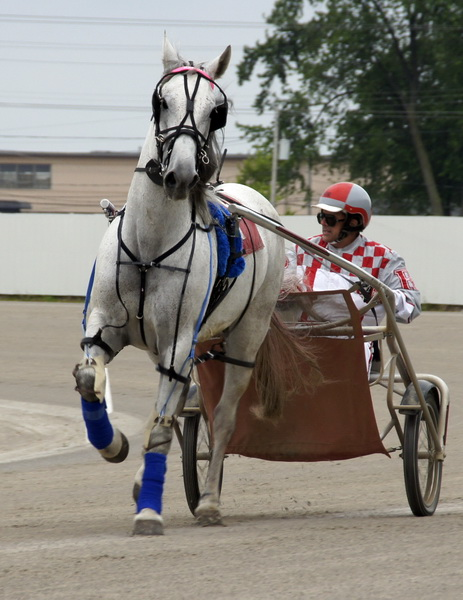
Жеребець Хілі сірої масті

### Особливості
Стандартбредні рисисті коні відомі своєю майстерністю у запряжних перегонах, це найшвидші рисаки у світі. Через свою швидкість американського рисака часто використовують для модернізації інших рисистих порід, таких як орловський рисак та французький рисак, метисом яких є російський рисак. 
В Австралії, Канаді, Новій Зеландії, Великій Британії та Сполучених Штатах проводяться змагання як для рисаків, так і для іншохідців. У континентальній Європі всі забіги проводяться переважно між рисаками.

Основні сфери використання
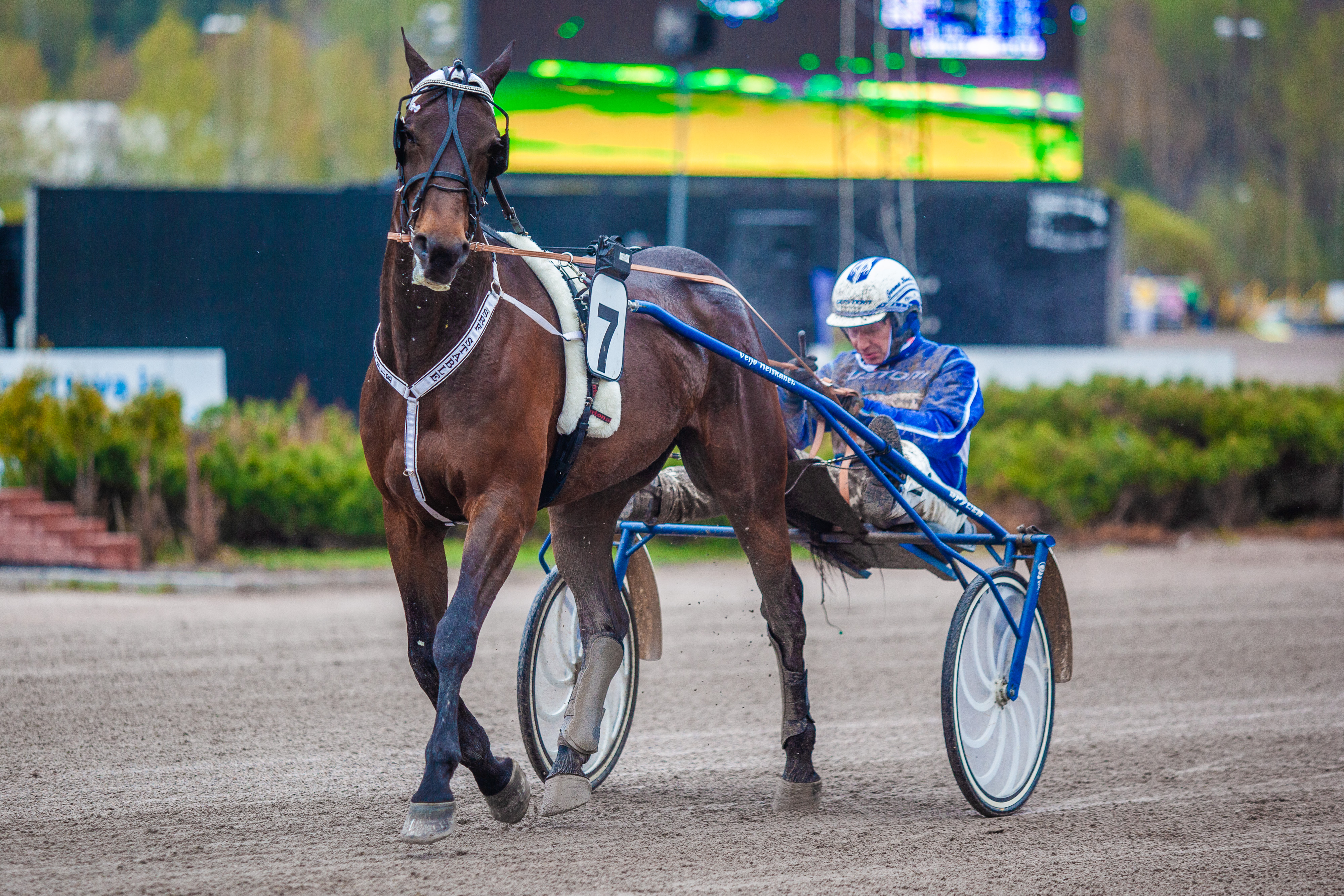
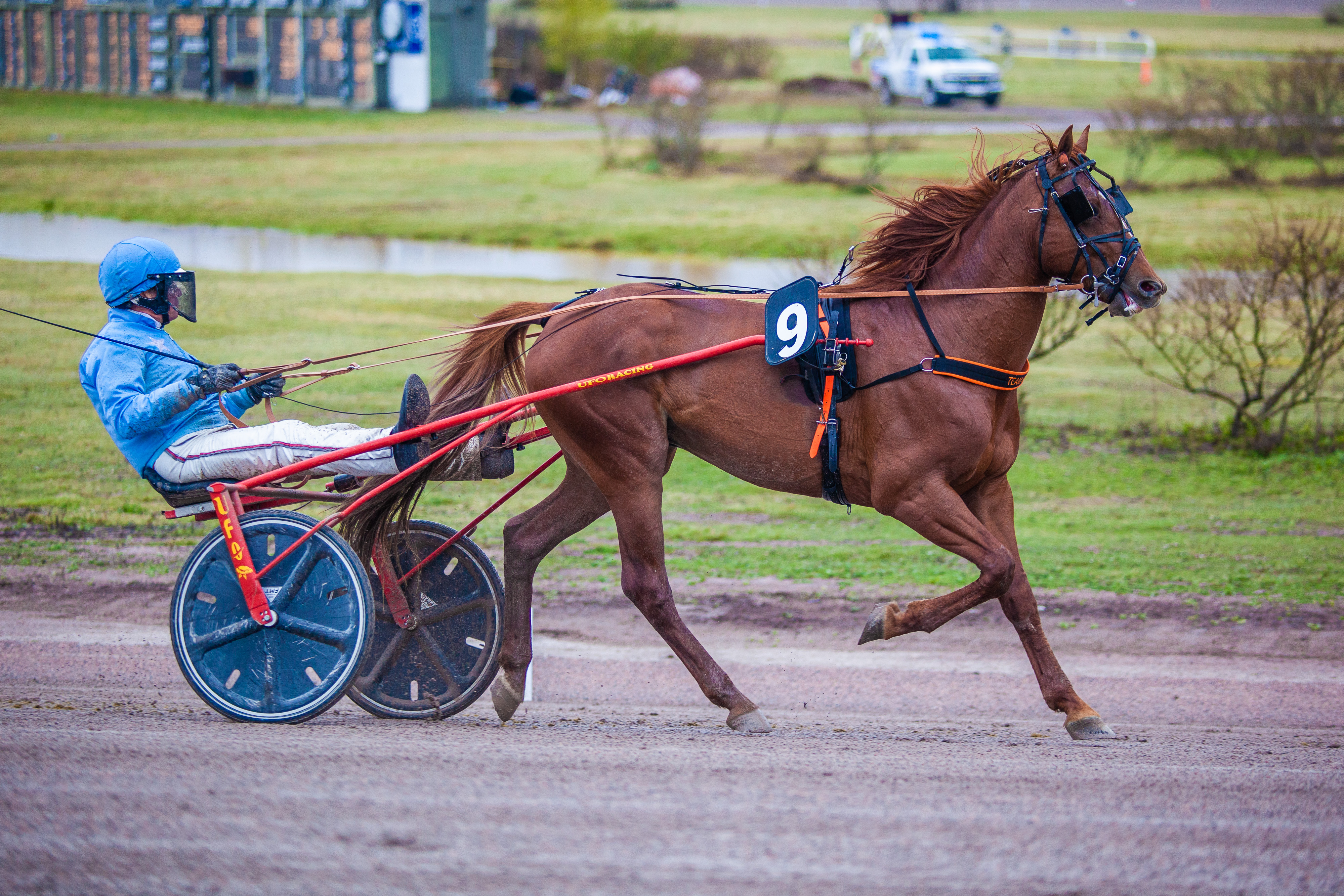
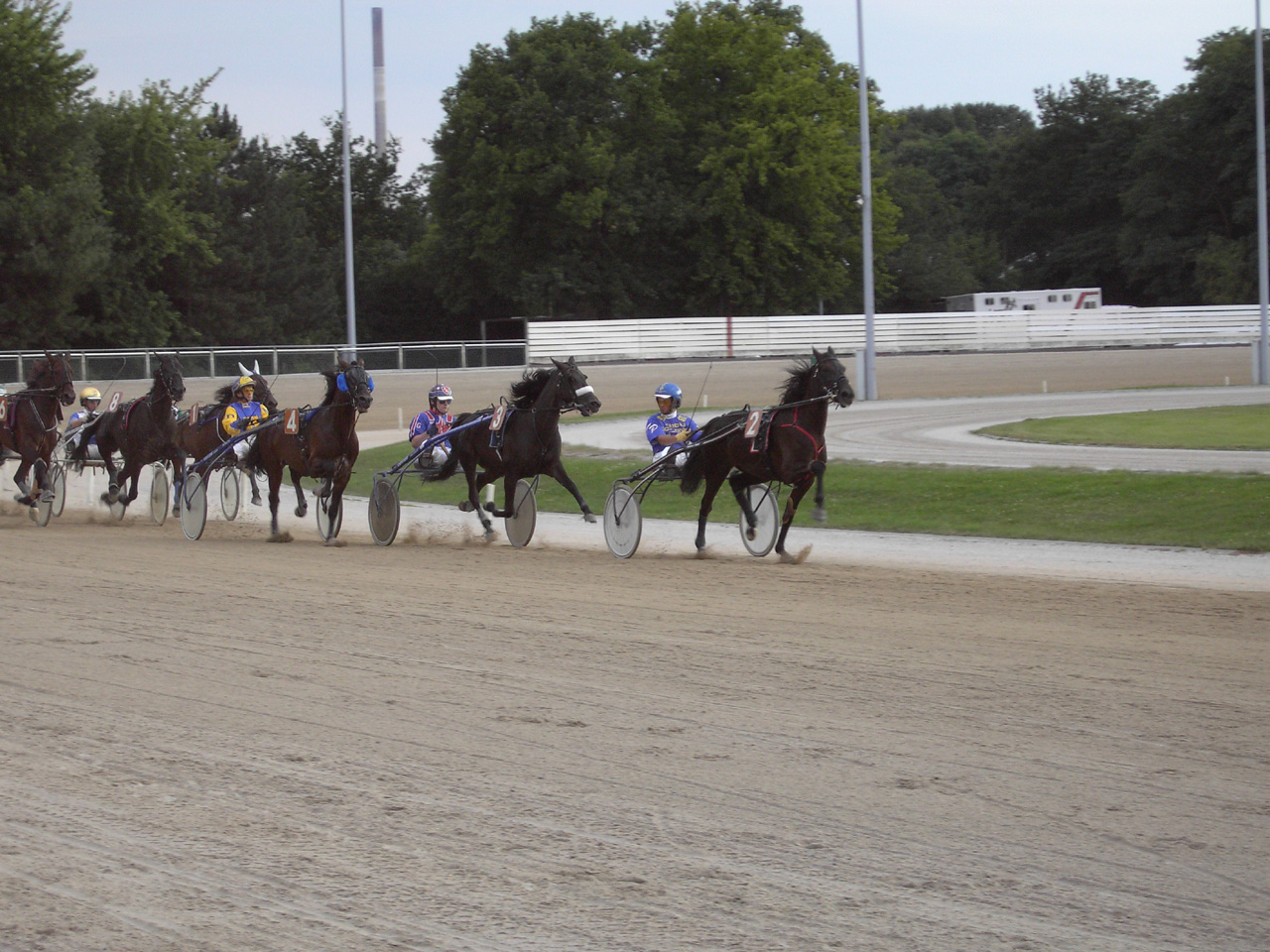
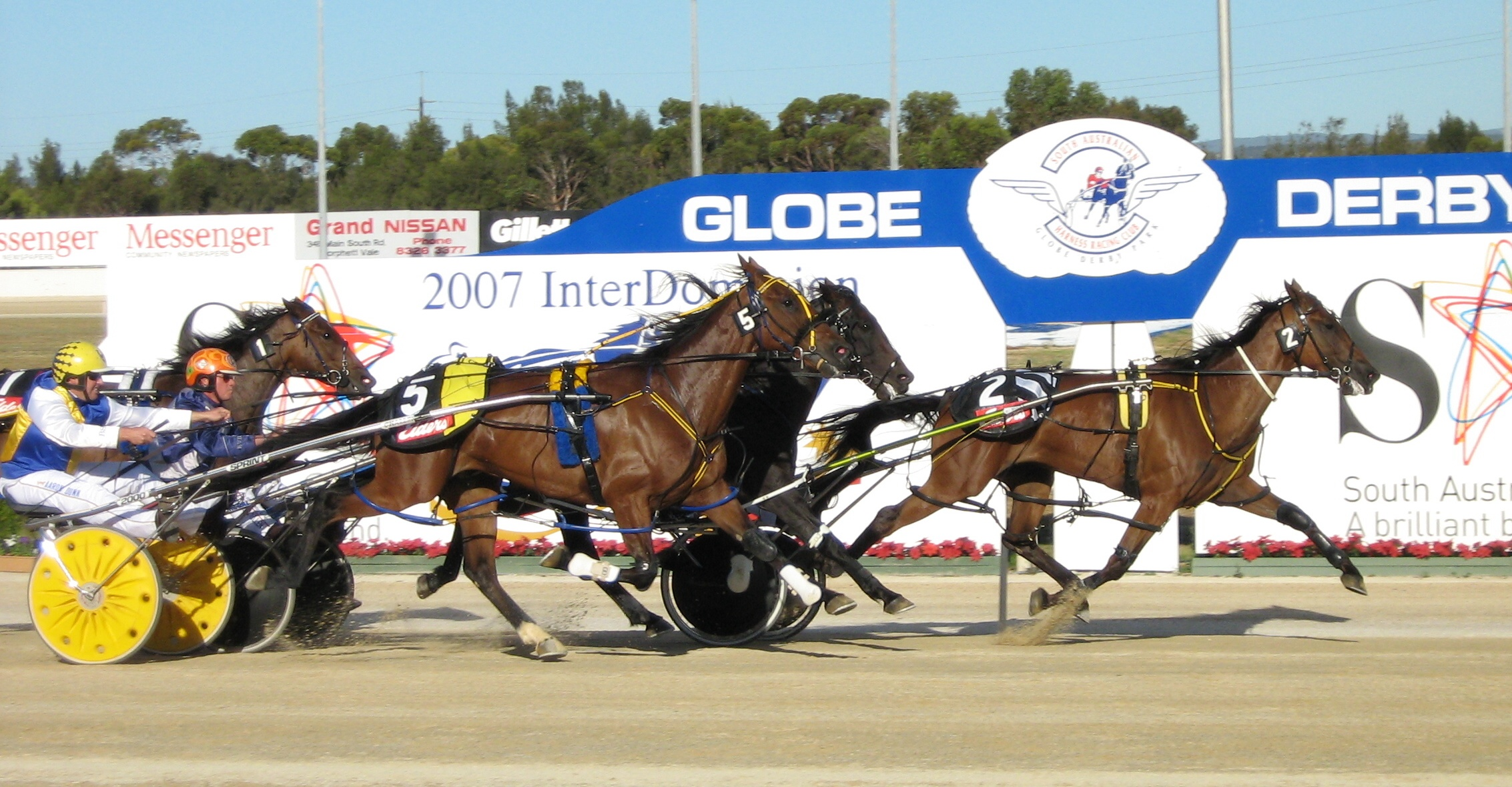
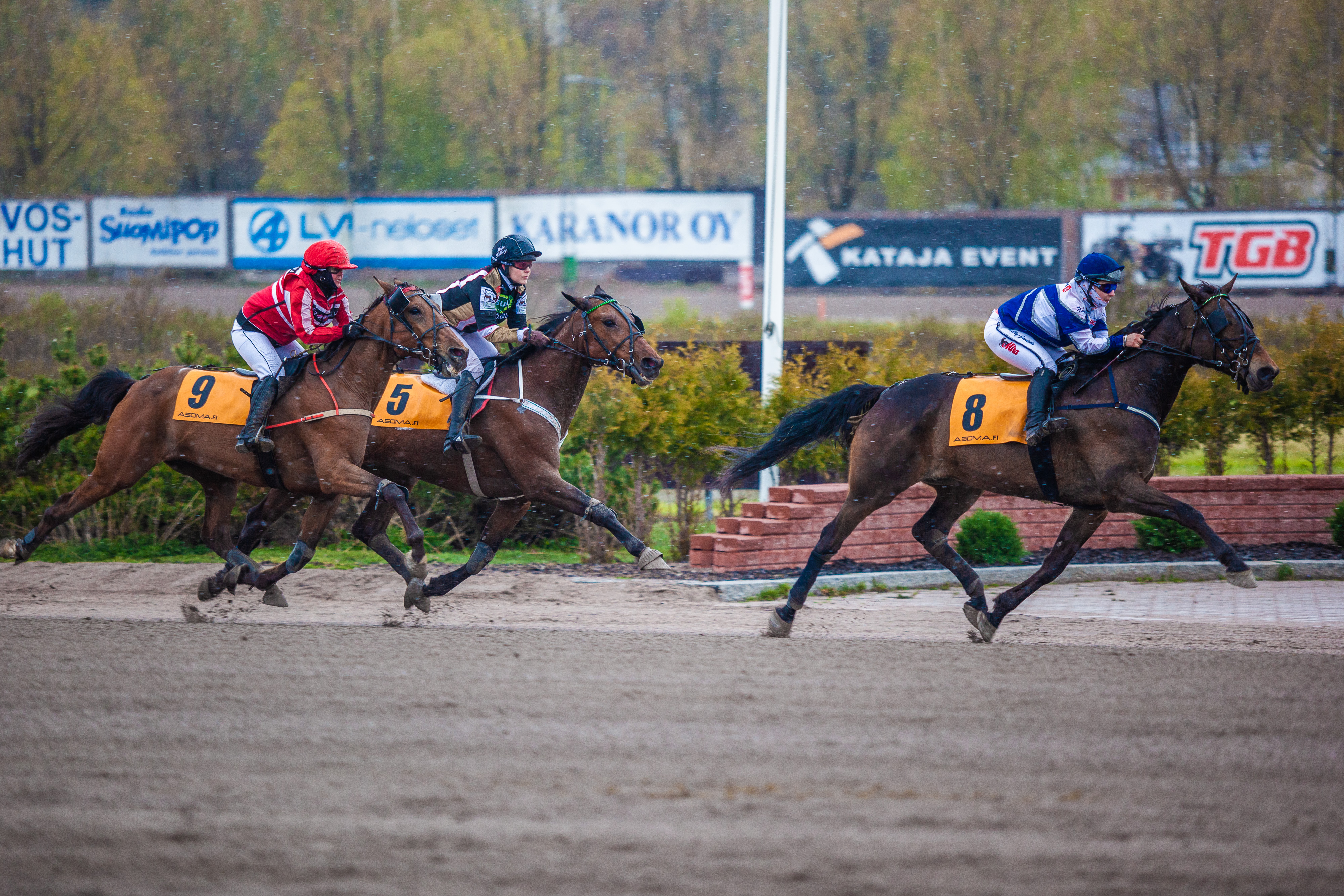
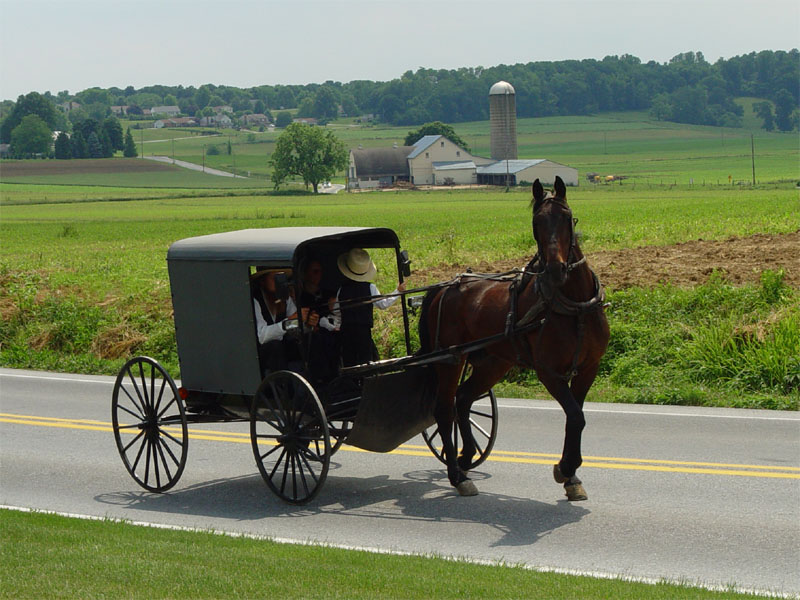
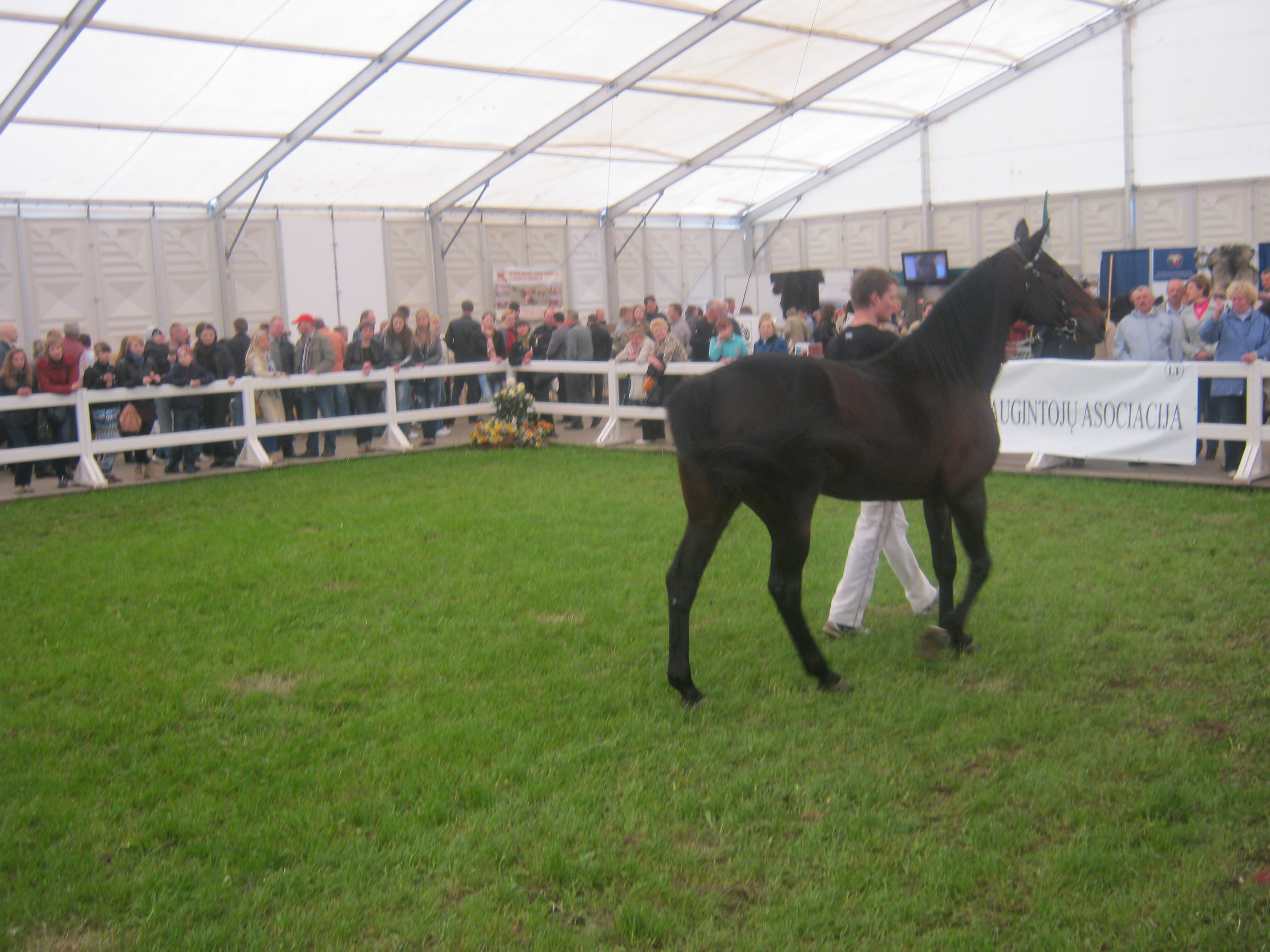
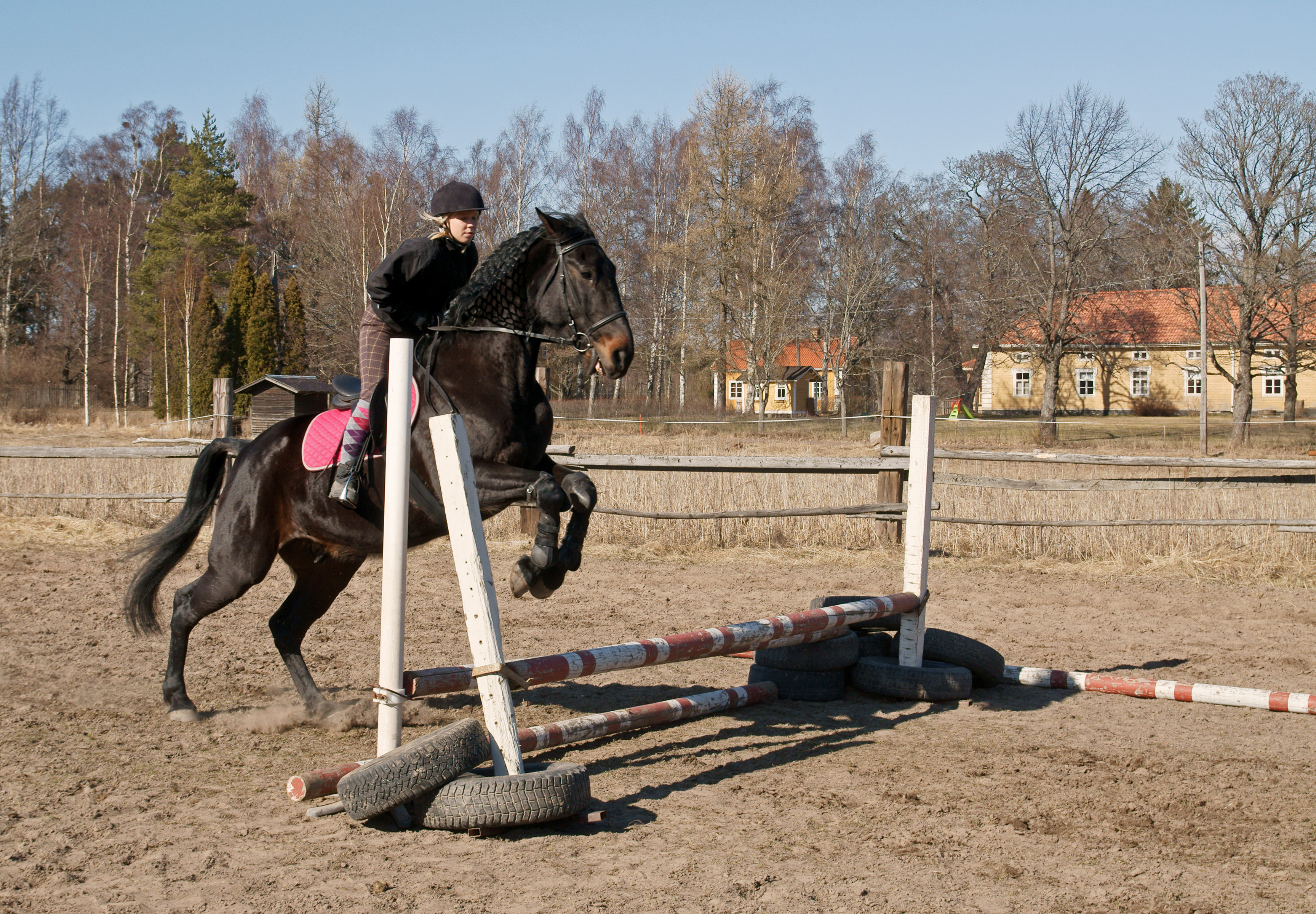
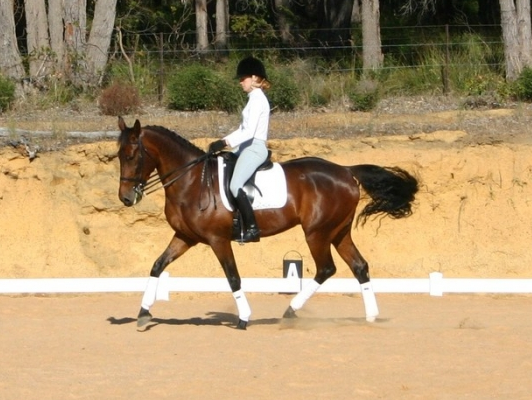

## Історія
Порода почала називатись стандартбредною після того як з 1879 року до племінних книг стали заносити тільки коней з певним стандартом жвавості: рисакам потрібно було пробігти милю (1609 м) не довше ніж за 2 хв 30 с, а інохідцям — за 2 хв 25 с. Перша племінна книга нової породи вийшла в 1871 році, а через вісім років за породою затвердилася її сьогоднішня назва — стандартбредна (Standartbred), в перекладі означає «виведений за стандартом».
Однією з версій виняткової жвавості американських рисаків є той факт, що порода походить від чистокровних верхових коней. Проте, як відомо, при виведенні породи використовувалися також норфолькські рисаки, канадські інохідці, коні арабські, варварійські та породи морган. Вважається, що всі сучасні американські рисаки мають єдиного прабатька — гнідого Гамблетоніана X (Гамблетоніана Рисдіка).
Сьогодні в породі існують окремі лінії рисаків та іншохідців. До ліній іншохідців відносяться лінії Директа, Ебідейла, Нібл Гановера і сина останнього, Найт Дрима. Лінії рисаків — Воломайта, Скотленда, Аскворті.

Стандартбредні коні в історії
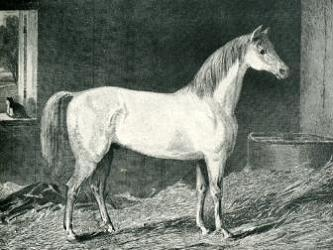
Жеребець Месенджер, американський живописець Джордж Стаббс.
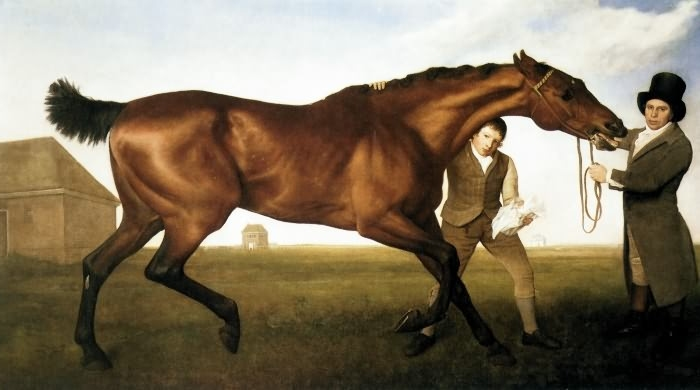
Жеребець  Гамблтоніан X, американський живописець Джордж Стаббс.
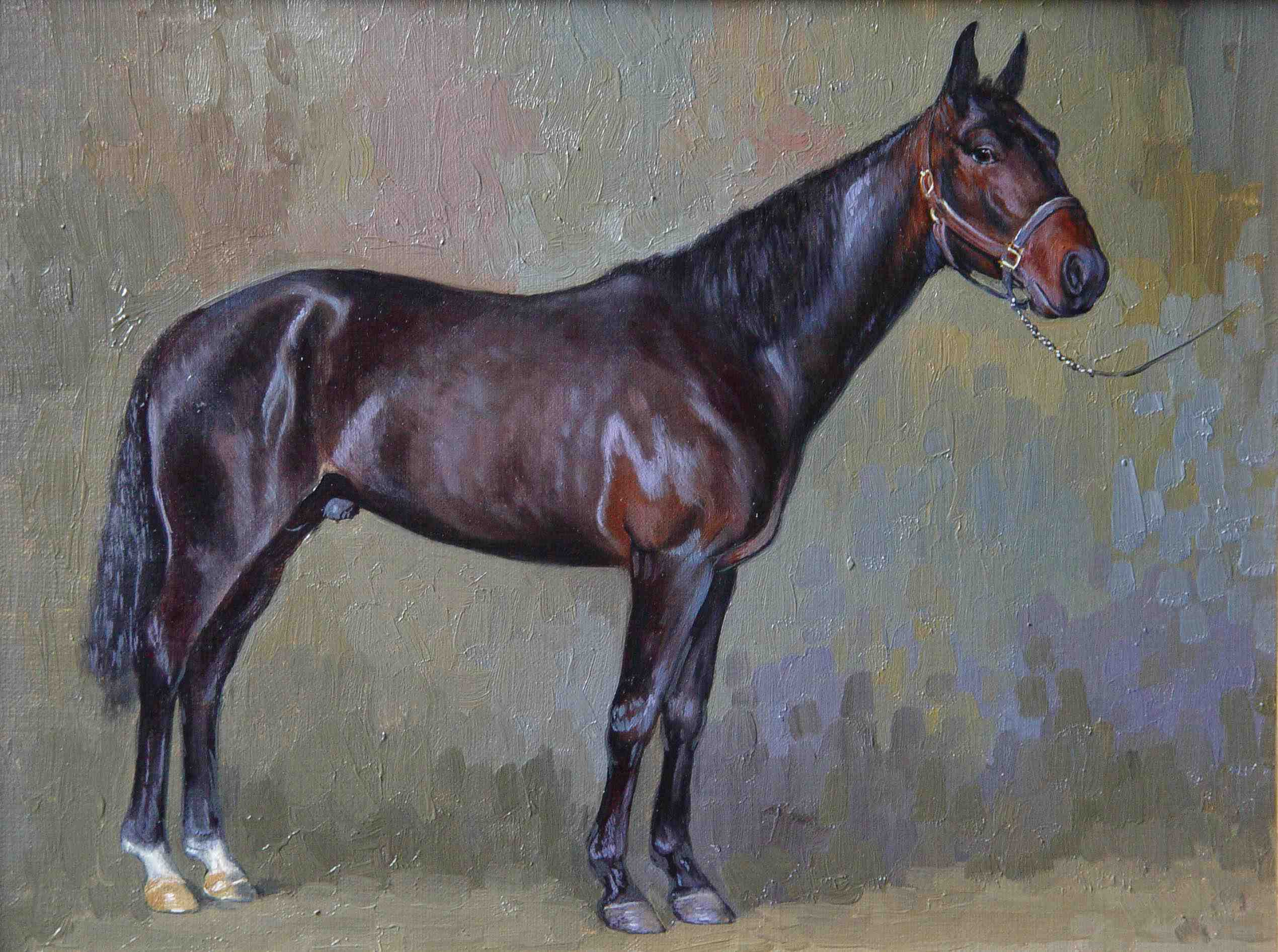
Стандартбред, російський художник Семен Кожин.
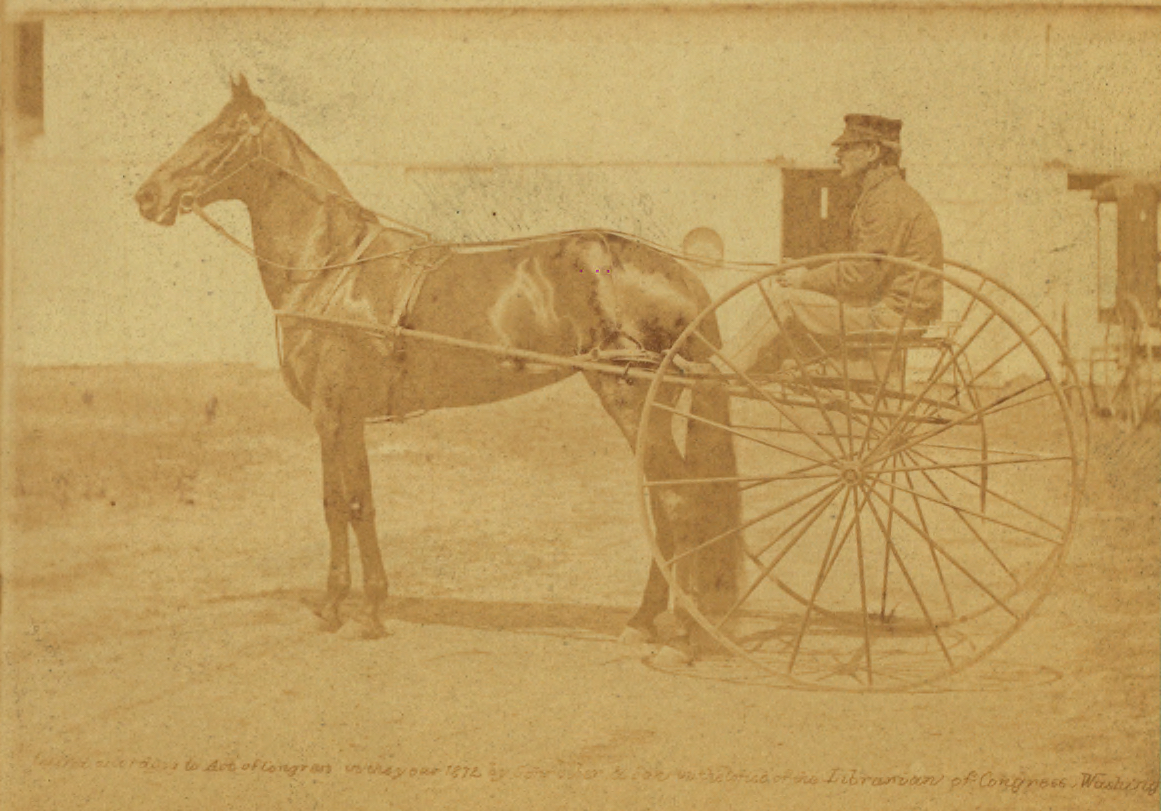
Ґолсміт Меїд, 1872, фотограф Шрайбер Сан.
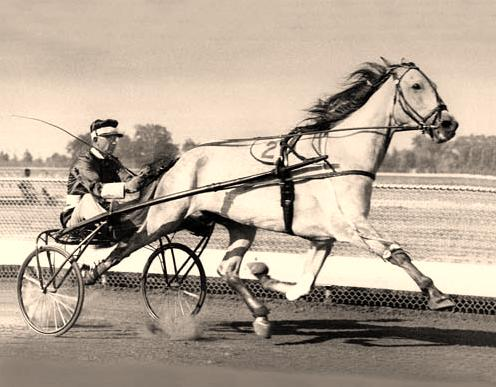
Ґрейхаунд, 1938, невідомий фотограф.

## Стандартбредний кінь в Україні

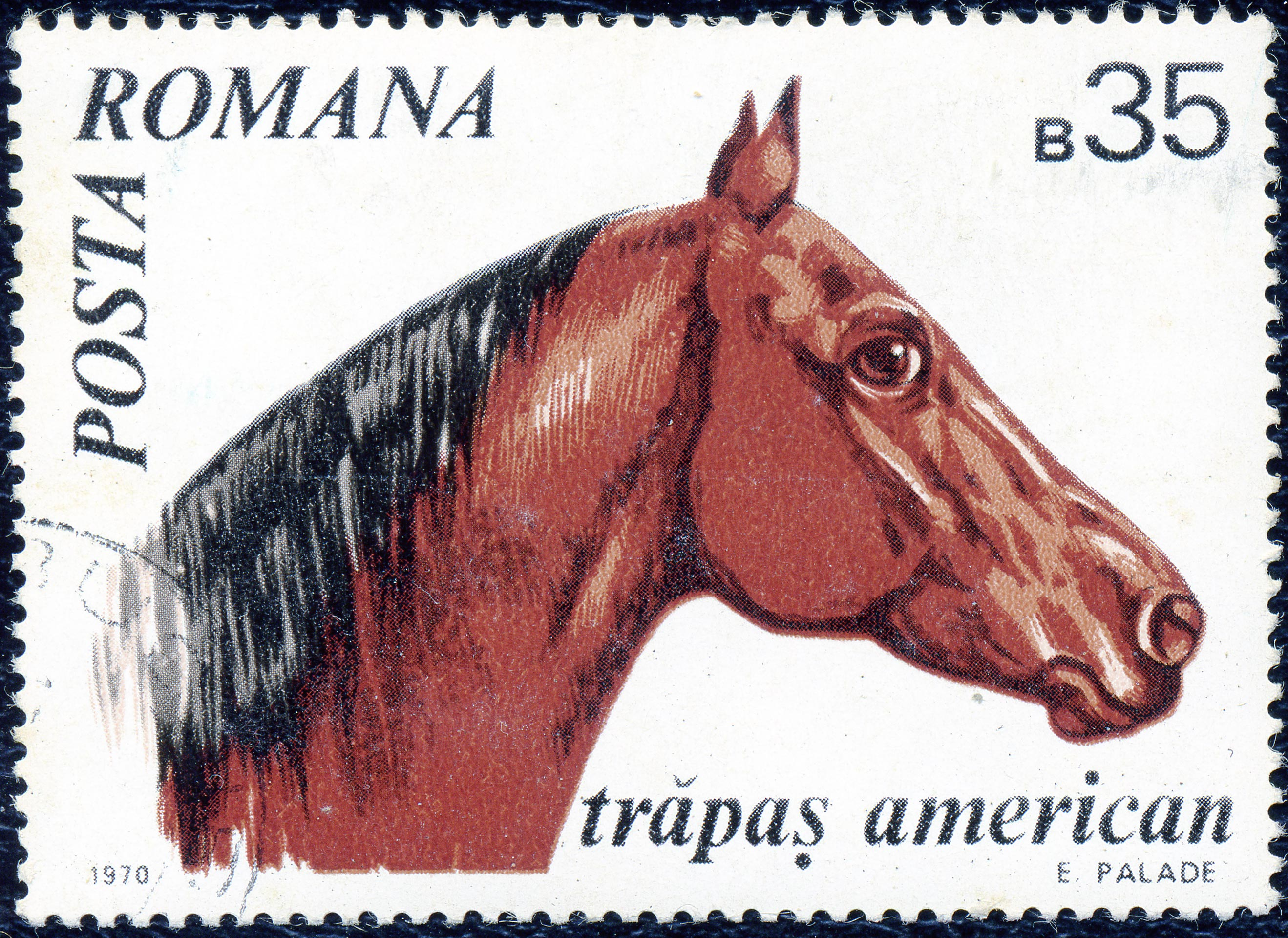
Американський рисак на марці Румунії (1970)

Відносне захоплення схрещуванням зі стандартбредним рисаком у російських кінних заводах призвело до того, що останнім часом родоводи російських рисаків занадто насичені кличками стандартбредних розплідників, часто невисокої якості, що негативно впливає на призову роботоздатність, погіршує запряжний тип та екстер'єрні якості коней.
Російська рисиста порода поглинається американською стандартбредною, а українська верхова порода — німецькими породами (що є вихідними), втім, особливих успіхів у спортивних помісей не спостерігається.
В Україні більшість сучасних американських виробників є синами та онуками знаменитого рисака Спіді Крауна (Спіді Скот — Міссайл То 1968), який дав світового рекордиста жеребця Пракаса (1 хвилина 53 секунди). Досить вдалим виявилося використання спермопродукції таких плідників американської стандартбредної породи як: Кіллер Гановер, Джилл'с Краун, а також плідників Костелло та Рей Ганна. Останні два є діючими, але перспективним з них є тільки Рей Ганн, інший плідник Костелло майже не задіяний у відтворенні через поважний вік (він народився в 1990 році).
Американська стандартбредна порода активно використовується для удосконалення рисистих порід коней.